# Nederlandse dialecten
Met de Nederlandse dialecten worden in dit artikel dialecten bedoeld, die deel uitmaken van of nauw verwant zijn aan de Nederlandse taal en voor het grootste deel tevens in hetzelfde taalgebied als het Standaardnederlands worden gesproken. De in Nederland en Vlaanderen gesproken dialecten of streektalen zijn vaak weer onderverdeeld in regiolecten en stadsdialecten, zoals: Hollands → Zuid-Hollands → Amsterdams.
De indelingen vallen niet met de provinciegrenzen samen. Wel vormt in een aantal gevallen de provincie tevens de kern van een gebied waar een bepaalde streektaal dominant is.

## Indelingskaart
Jo Daan en Georges De Schutter classificeerden de dialecten alleen op Nederlands, Belgisch en Frans grondgebied. Er zijn echter ook dialectgroepen die de oostgrens overschrijden. Zie daarvoor de paragraaf 'Definitie' met de kaart Nederlandse dialecten en hun oostelijke periferie.
Legenda bij de indelingskaart

Nederlandse dialecten

- FL (Flevoland) is in de 20e eeuw ingepolderd, de taalsituatie in deze provincie is divers.
- In het niet ingekleurde gebied op de kaart (omringd door de getallen 9, 10 en 12) wordt - naast het Standaardnederlands - overwegend Fries gesproken, een officiële taal in Nederland.

A. Zuidwestelijke groep (Zeeuws/West-Vlaams)
1. West-Vlaams, inclusief Frans-Vlaams en Zeeuws-Vlaams
2. Zeeuws

B. Noordwestelijke groep (Hollands)
1. Zuid-Hollands
2. Westhoeks in noordwestelijk Brabant
3. Waterlands* en Volendams*
4. Zaans*
5. Kennemerlands
6. West-Fries*
7. Bildts, Midslands, Stadsfries en Amelands*

* De dialectgroepen aangeduid met een asterisk worden weliswaar onder het Hollands gerekend, maar hebben vanouds een zeer sterk Fries substraat.
C. Noordoostelijke groep (Nedersaksisch) dat geografisch oostwaarts tot ver in Duitsland onder de verwante dialecten kent
1. Kollumerlands
2. Gronings (Westerkwartiers, Hogelandsters, Oldambsters, Veenkoloniaals, Westerwoldsters, Stadsgronings) en Noord-Drents, Oost-Fries
3. Stellingwerfs
4. Midden-Drents
5. Zuid-Drents
6. Twents
7. Twents-Graafschaps
8. Gelders-Overijssels (Achterhoeks, Sallands, Noordwest-Overijssels en Urkers)
9. Veluws

D. Noordelijk-centrale groep
1. Utrechts-Alblasserwaards

E. Zuidelijk-centrale groep in België, Nederland en in een aangrenzend deel van Duitsland
1. Zuid-Gelders
2. Noord-Brabants, te onderscheiden in West-, Midden- en Oost-Brabants, en Noord-Limburgs
3. Brabants, te onderscheiden in Antwerps en Zuid- ook wel Vlaams-Brabants
4. Oost-Vlaams, met varianten: Dialecten in de Denderstreek (op de grens met Brabants)

F. Zuidoostelijke groep (Limburgs) in Nederland, België en in een aangrenzend deel van Duitsland
1. West- ook wel Belgisch- of Luiks-Limburgs, Centraal-Limburgs, Oost-Limburgs,
  - Oostlimburgs-Ripuarisch dat ook wel als een Duits dialect wordt beschouwd.
  - Kerkraads, Bocholtzer en Vaalser worden niet tot deze groep gerekend, omdat dit taalkundig gezien Duitse dialecten zijn (Ripuarisch).

|       | Westelijk            | Centraal                                    | Oostelijk     |
| ----- | -------------------- | ------------------------------------------- | ------------- |
| Noord | Hollands             | Utrechts-Alblasserwaards                    | Nedersaksisch |
| Zuid  | Zeeuws / West-Vlaams | Zuid-Gelders, (beide) Brabants, Oost-Vlaams | Limburgs      |

## Definitie van Nederlandse dialecten

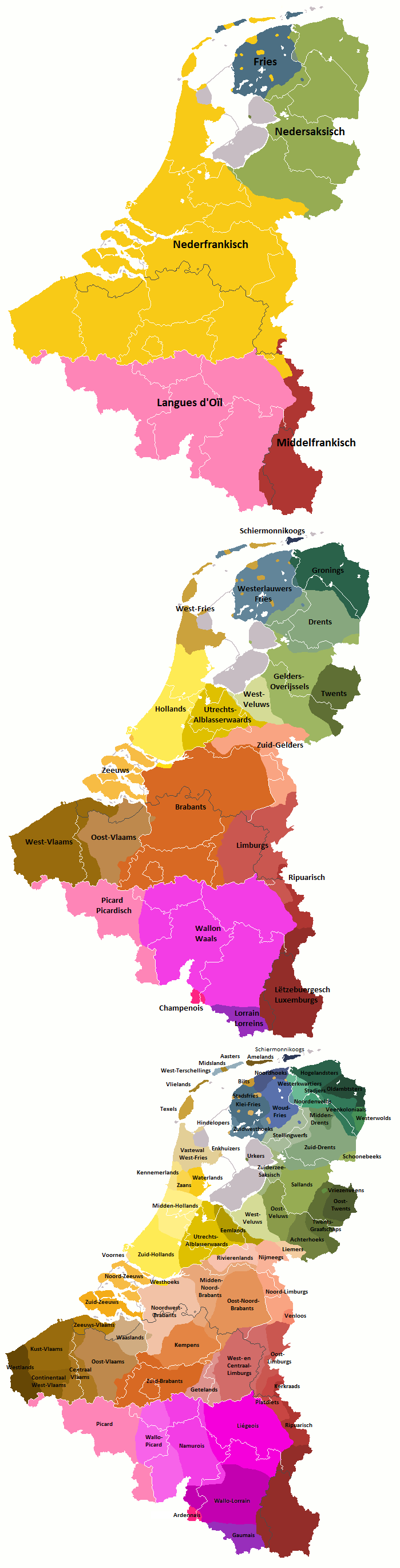
Dialecten in de Benelux

### Verwantschap als criterium
Eén mogelijk criterium zou de verwantschap tussen een dialect en een taal kunnen zijn.
Dit criterium leidt echter tot het volgende probleem:
Nederduitse dialecten (in Duitsland) en Oost-Nederlandse (Nedersaksische) dialecten zijn erg nauw met elkaar verwant (de benaming "Nederduits" wordt dan ook vaak gebruikt als overkoepelende term). Maar men zou een Nederduits dialect niet Nederlands willen noemen, een Oost-Nederlands dialect daarentegen wel, aldus de Nederlandse taalkundige Hendrik Entjes.

Bovendien is het erg moeilijk de graad van verwantschap tussen dialecten nauwkeurig vast te stellen.
De Belgische taalwetenschapper Guido Geerts laat zien welke problemen en onzekerheden er kunnen ontstaan wanneer men het Nederlandse taalgebied niet aan staatsgrenzen maar aan dialectkenmerken wil vastmaken.
Het dialect van Bentheim (Duitsland) staat bijvoorbeeld dichter bij het Standaardnederlands dan voor het Maastrichts of Hasselts het geval is.
Omgekeerd overwegen in de dialecten ten oosten van de Benrather linie de Duitse kenmerken, bijvoorbeeld in het Kerkraads of het dialect van Vaals.
Er zijn echter ook kenmerken in de dialecten van Kerkrade en Aken die wel in het Nederlands maar niet in het Duits voorkomen.
Op een puur taalkundige basis is zodoende niet te beoordelen of een grensdialect Nederlands of Duits genoemd moet worden.
Om deze reden ziet Geerts af van de taalkenmerken-definitie.

### Overkoepeling en verwantschap als criterium
De Belgische dialectoloog Jan Goossens heeft voorgesteld de graad van verwantschap te combineren met de overkoepeling door de Nederlandse standaardtaal.
Volgens dit gecombineerde criterium zijn dialecten Nederlands die met het Nederlands verwant zijn en daar worden gesproken waar het Nederlands – en geen nauwer verwante taal – de cultuurtaal is.
De beperking "geen nauwer verwante taal" is nodig om de Friese en de Nederlandse dialecten uit elkaar te kunnen houden.
Goossens gaat ervan uit dat in het grootste gedeelte van de provincie Friesland het Fries de cultuurtaal is (naast het Nederlands).
Omdat de dialecten in Friesland nauwer met het Fries dan met het Nederlands zijn verwant, zijn het dus Friese en geen Nederlandse dialecten.
De Nederlandse dialecten in Frans-Vlaanderen (het Frans-Vlaams) zouden volgens deze definitie echter geen Nederlandse dialecten zijn, omdat daar het Nederlands geen cultuurtaal is.
Goossens merkt daarbij op dat zijn definitie niet puur linguïstisch maar eerder sociolinguïstisch is.
Hij betoogt dat men met een puur linguïstische definitie niet goed kan werken.

## Indeling van de dialecten
De Nederlandse dialecten heeft men steeds weer anders ingedeeld. Het is gebleken dat een eenduidige indeling niet makkelijk te vinden is.
Aan het einde van de negentiende en in het begin van de twintigste eeuw speelden de oude Germaanse stammen een belangrijke rol bij het indelen van de dialecten. Zo kwam men tot de indeling in Frankische, Saksische en Friese dialecten waarbij de onder-dialecten naar provincies werden vernoemd. Men begreep echter dat de dialectgrenzen geen oude stammengrenzen zijn. De oude begrippen Frankisch, Saksisch en Fries bleven in gebruik, maar men zag ervan af deze begrippen in verband te brengen met de oude Franken, Saksen en Friezen. In plaats daarvan werden deze begrippen slechts gebruikt als namen in een grove indeling.
Later tekende men dialectkaarten op basis van isoglossen. Dat wil zeggen dat men bijvoorbeeld onderzocht in welke streek een bepaalde klinker als één enkele klinker (monoftong) of als tweeklank (diftong) werd uitgesproken, en men tekende een grenslijn (isoglosse) tussen die twee gebieden. Die methode heeft echter het nadeel dat diegene die de kaart tekent, zelf beslist welke taalverschillen belangrijk zijn en met isoglossen gemarkeerd worden en welke niet.
Een andere methode om dialecten in te delen berust op de beoordeling van de sprekers zelf. Men vraagt dialectsprekers welke andere dialecten op het eigen dialect lijken. Als de dialecten van twee plaatsen op elkaar lijken tekent men een pijltje van de ene plaats naar de andere, daarvandaan de naam pijltjesmethode. Het is echter niet zeker of de zo verkregen gegevens betrouwbaar zijn. In de praktijk moet de taalwetenschapper deze gegevens nog controleren, op basis van eigen ervaringen of met de hulp van collega's.

### Nederfrankische dialecten
| - West-Vlaams: België - Frans-Vlaams: Frankrijk - Zeeuws-Vlaams: Nederland - Zeeuws: Nederland - Flakkees - Goerees | - Hollands: Nederland - Zuid-Hollands - Amsterdams - Haags - Haarlems - Rotterdams - Leids - Noord-Hollands - Waterlands - Volendams - Zaans - Kennemerlands - West-Fries - Huizens - Bildts - Midslands - Stadsfries - Amelands - Westhoeks - Utrechts-Alblasserwaards |  |
| - Brabants : België, Nederland en Duitsland - Noordwest-Brabants: Nederland en België - Antwerps - Markizaats - Bergs - Baronies - Midden-Noord-Brabants: Nederland en België - Tilburgs - Hollands-Brabants - Maaslands - Oost-Brabants - Kempenlands - Noord-Meierijs - Peellands - Geldrops - Heeze-en-Leendes - Kempens: België - Noorderkempens - Zuiderkempens - Zuid-Brabants: België - Hagelands - Leuvens - Centraal-Zuid-Brabants - Klein-Brabants - Pajots - Getelands: België - Zuid-Gelders: Nederland - Kleverlands: Duitsland en Nederland - Land-van-Cuijks: Nederland - Noord-Brabants: Nederland - Noord-Limburgs: Nederland - Oost-Vlaams: België - Aalsters | - Limburgs: Nederland, België en Duitsland - Luik-Limburgs of West-Limburgs: België en Nederland (Noord-Brabant) - Dommellands: - Budels - Demerkempens - Hasselts - Beringerlands - Lonerlands - Truierlands - Centraal Limburgs : België en Nederland - Tongerlands (soms ook West-Limburg) - Bilzerlands - Trichterlands - Maastrichts - Centraal-Maaslands - Maaskempens - Horns - Weertlands - Weerts - Oost-Limburgs: Nederland en Duitsland - Noordelijk Oost-Limburgs - Tegels - Heldens - Roermonds - Zuidelijk Oost-Limburgs - Sittards - Geleens - Eijsdens - Oostlimburgs-Ripuarisch: Nederland en Duitsland - Platdiets - Heerlens Nederlands |  |

### (Nederlands) Nedersaksische dialecten

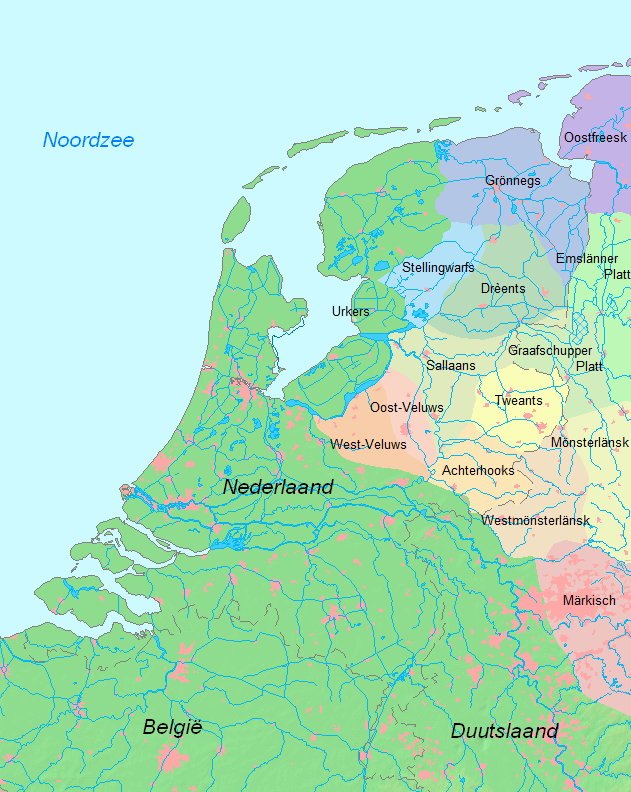
Nedersaksische taalvariëteiten in Nederland en Duitsland

- Gronings en Noord-Drents (Noordenvelds)
- Stellingwerfs
- Drents
- Twents
- Twents-Graafschaps
- Gelders-Overijssels
  - Sallands
  - Achterhoeks
  - Urkers
- Veluws
  - West-Veluws
  - Oost-Veluws

Duidelijke taalgrenzen tussen de Nedersaksische dialecten in Nederland en Duitsland zijn niet aan te wijzen. Wanneer ze door het Nederlands als daktaal worden overkoepeld, worden ze tot de Nederlandse dialecten gerekend. Hoewel het Nedersaksisch sinds 1996 de status van op zichzelf staande 'taal' heeft, bestaat er geen ''standaard-Nedersaksisch'' of een standaard voor de schrijftaal. Ook de geografische grenzen van het Nedersaksisch zijn niet strikt te bepalen omdat de dialectvariaties westwaarts geleidelijk overgaan in westelijke Nederfrankische dialecten, en zuidwaarts in Duitsland in Middenduitse dialcten

### Niet continentale dialecten
- Surinaams-Nederlands, Suriname
- Antilliaans-Nederlands, Nederlandse Antillen en Aruba

## Situatie in Nederland
Na de Tweede Wereldoorlog is de situatie van de Nederlandse dialecten sterk gewijzigd.
Veel dialectologen stellen vast dat de dialecten in bijna alle delen van Nederland door het Standaardnederlands worden teruggedrongen.
Eveneens oefent de standaardtaal een grote invloed uit op de dialecten.
De lokale dialecten worden steeds meer door regiolecten vervangen, dus door regionale omgangstalen, die zich tussen dialect en standaardtaal bevinden.
Dit heeft verschillende oorzaken:
- het platteland wordt steeds stedelijker (verstedelijking)
- de bevolking wordt steeds mobieler, men heeft vaker werk en vriendenkring buiten het dorp
- de massamedia krijgen meer betekenis
- vrouwen gaan vaker werken, en daar gebruikt men eerder de standaardtaal dan het dialect
- de sociale mobiliteit (van beneden naar boven) werd makkelijker ook voor de bevolking van het platteland maar de standaardtaal bleef noodzakelijk hiervoor[6]

Het hiervoor beschreven verschijnsel wordt ook wel nivellering genoemd.

### Situatie-overzicht Nederland
In 2019 is onderzoek gedaan naar de meest gesproken taal binnenshuis onder de Nederlandse bevolking. Hierbij werd Nederland ingedeeld in vier regio’s; Noord-, Oost-, West- en Zuid-Nederland. De Nederlandse overheid erkent drie regionale talen in Nederland:
- Fries, met uitzondering van Stadsfries (Leeuwarden en andere oudere Friese steden) (2,0 procent),
- Nedersaksisch, waartoe de dialecten van (een deel van) Gelderland, Overijssel, Drenthe en Groningen behoren (4,8 procent), en
- Limburgs (3,4 procent).

In sommige Nederlandse huishoudens wordt een ‘andere taal’ dan het Nederlands of een van de Nederlandse regionale talen en dialecten gesproken. Vaak gaat het hier om het Engels (1,6 procent), Turks (0,9 procent), Marokkaans-Arabisch / Berbers (0,8 procent), Chinees / Mandarijn (0,4 procent) of Pools (0,4 procent).
|                      | Nederlands | Fries | Nedersaksisch | Limburgs | Ander dialect | Andere taal |
| -------------------- | ---------- | ----- | ------------- | -------- | ------------- | ----------- |
| Regio                |            |       |               |          |               |             |
| Noord-Nederland      | 60,4       | 15,7  | 18,5          | 0,0      | 1,1           | 4,2         |
| Oost-Nederland       | 77,5       | 0,2   | 13,4          | 0,4      | 0,9           | 7,7         |
| West-Nederland       | 85,6       | 0,8   | 0,2           | 0,1      | 2,8           | 10,5        |
| Zuid-Nederland       | 61,6       | 0,1   | 0,1           | 15,2     | 17,4          | 5,5         |
| Stedelijkheidsgraad  |            |       |               |          |               |             |
| Zeer sterk stedelijk | 80,7       | 0,4   | 0,5           | 0,3      | 2,5           | 15,7        |
| Sterk stedelijk      | 82,5       | 0,8   | 2,3           | 3,0      | 3,7           | 7,8         |
| Matig stedelijk      | 76,6       | 2,1   | 5,0           | 4,0      | 7,7           | 4,6         |
| Weinig stedelijk     | 68,3       | 2,4   | 10,1          | 5,1      | 9,2           | 4,8         |
| Niet stedelijk       | 59,5       | 10,7  | 12,7          | 8,6      | 5,3           | 3,3         |
| Totaal               | 76,2       | 2,0   | 4,8           | 3,4      | 5,4           | 8,2         |

### Op het platteland
In de negentiende eeuw spraken de meeste mensen op het platteland bijna uitsluitend dialect, ook al leerden ze in de school het lezen en schrijven van de standaardtaal.
In de twintigste eeuw bestond er een diglossie (tweetaligheid), dat wil zeggen dat dialect en standaardtaal naast elkaar bestonden.
Daarbij hoorden ze tot verschillende bereiken van het leven en hadden verschillende taken.
Het dialectgebruik was gebonden aan de mondelinge communicatie, de standaardtaal aan de schriftlijke.

### In de steden
In de steden, zeker in de grotere steden, bestond er geen diglossie, dus geen taakverdeling van dialect en standaardtaal maar eerder een concurrentie tussen die twee taalvormen.
De standaardtaal had het hogere prestige.
De standaardtaal was een teken voor het bereiken van een hogere maatschappelijke positie en tegelijkertijd de voorwaarde hiervoor.
De standaardtaal werd toonaangevend terwijl het dialect een kenmerk werd van de lagere klasse.
Op het platteland bestonden dialect en standaardtaal naast elkaar, in de steden boven elkaar.
Dit leidde tot een sterke invloed van de standaardtaal op de stadsdialecten.

### Regiolecten
In de tijd na de Tweede Wereldoorlog ontstonden de regiolecten, die de dorpsdialecten steeds meer verdringen.
De taalverschillen zijn nu niet meer geografisch (dus tussen twee dorpen of streken) maar worden gedefinieerd aan de hand van de afstand tot de standaardtaal.
Sommige taalvormen zijn dicht bij de standaardtaal, andere ver ervan verwijderd.

### Opvoeding
Sinds het midden van de jaren zestig van de twintigste eeuw proberen de meeste Nederlandse ouders met hun kinderen Standaardnederlands te spreken om ze te behoeden voor vermeende of feitelijke nadelen.
Wanneer de ouders de standaardtaal echter niet voldoende beheersen, kan dit tot problemen leiden wanneer de kinderen die standaardtaal op school moeten gebruiken.
In sommige gemeentes zijn er om die reden pogingen gedaan in de school bijzondere aandacht te besteden aan het dialect van de kinderen om een tweetaligheid (dialect en standaardtaal) op te bouwen of te bewaren, bijvoorbeeld in Kerkrade.

### Dialectrenaissance
Er is geen Nederlandse dialectrenaissance in de zin dat er weer meer dialect wordt gesproken (stand: 1992). De dialectrenaissance moet tot dusver worden opgevat als een culturele opbloei van de dialecten, bijvoorbeeld in streektaalmuziek en regiosoaps.
Weliswaar zeggen veel Nederlanders dat men de dialecten zou moeten bewaren, maar dit leidt er niet toe dat men meer dialect spreekt.

### Het spreken van streektalen en dialecten
|                  | Volwassenen | Volwassenen | Volwassenen | Kinderen | Kinderen | Kinderen |
| Taal/dialect     | 1995        | 2001        | 2011        | 1995     | 2001     | 2011     |
| ---------------- | ----------- | ----------- | ----------- | -------- | -------- | -------- |
| Fries            | 60%         | 45%         | 44%         | 48%      | 34%      | 22%      |
| Nedersaksisch    | 34%         | 24%         | 15%         | 6%       | 5%       | 1%       |
| Limburgs         | 63%         | 64%         | 54%         | 42%      | 40%      | 31%      |
| Totaal Nederland | 27%         | 18%         | 11%         | 12%      | 7%       | 4%       |

Geert Driessen bracht de ontwikkeling van het spreken van dialecten en streektalen als volgt in kaart. Hij onderscheidde hierbij de gesprekssituatie van volwassenen en van kinderen binnen een taalgebied in 1995, 2001 en 2011. De cijfers van het Nedersaksisch verschillen in grote mate met die van de taaltelling uit 2005.
Met betrekking tot volwassenen en kinderen was er voor Nederland als geheel een afname. Er waren daarbij echter grote regionale verschillen.

#### Volwassenen
FriesVanwege een beveiligingsprobleem met de MediaWiki Graph-software is het momenteel niet mogelijk deze grafiek weer te geven. Zodra de software is bijgewerkt zal de grafiek vanzelf weer zichtbaar worden.NedersaksischVanwege een beveiligingsprobleem met de MediaWiki Graph-software is het momenteel niet mogelijk deze grafiek weer te geven. Zodra de software is bijgewerkt zal de grafiek vanzelf weer zichtbaar worden.LimburgsVanwege een beveiligingsprobleem met de MediaWiki Graph-software is het momenteel niet mogelijk deze grafiek weer te geven. Zodra de software is bijgewerkt zal de grafiek vanzelf weer zichtbaar worden.

#### Kinderen
FriesVanwege een beveiligingsprobleem met de MediaWiki Graph-software is het momenteel niet mogelijk deze grafiek weer te geven. Zodra de software is bijgewerkt zal de grafiek vanzelf weer zichtbaar worden.NedersaksischVanwege een beveiligingsprobleem met de MediaWiki Graph-software is het momenteel niet mogelijk deze grafiek weer te geven. Zodra de software is bijgewerkt zal de grafiek vanzelf weer zichtbaar worden.LimburgsVanwege een beveiligingsprobleem met de MediaWiki Graph-software is het momenteel niet mogelijk deze grafiek weer te geven. Zodra de software is bijgewerkt zal de grafiek vanzelf weer zichtbaar worden.

### Invloed op het Standaardnederlands
De regiolecten van de Randstad oefenen een steeds grotere invloed uit op de gesproken standaardtaal.
Regionale taalvormen geraken vanuit de regiolecten in het gesproken Standaardnederlands van mensen uit de middenklasse en bovenklasse.
In Vlaanderen wordt deze vorm van het Standaardnederlands vaak bekritiseerd.

## Situatie in België

### Dialect en Standaardnederlands
In Vlaanderen bestond tot in de dertiende eeuw geen Nederlandse cultuurtaal en als cultuurtaal fungeerde er naast het Latijn, vaak het Frans. Pas in de veertiende eeuw kwam een Zuid-Nederlandse cultuurtaal in gebruik in (West-)Vlaamse en Brabantse varianten. Deze taal bereikte een zekere uniformiteit in de zestiende eeuw maar de staatkundige scheiding tussen de noordelijke en de zuidelijke Nederlanden beperkte deze cultuurtaal in haar ontwikkeling tot de zuidelijke gewesten, anders gezegd tot Vlaanderen. De invloed van het Frans als cultuurtaal nam in het verloop van de achttiende eeuw toe en deze taal werd dominant na de inlijving van de zuidelijke Nederlanden bij Frankrijk. De korte periode van hereniging (1815-1830) doorbrak deze verfransing maar in de nieuw opgerichte staat België werd de trend hernomen en zakte het zuidelijke Nederlands terug tot de status van 'bijtaal' naast de officiële Franse overheidstaal. Pas aan het einde van de negentiende eeuw kreeg het Nederlands, nu in de vorm van de Noord-Nederlandse standaard, rechten. Aanvankelijk formele maar gaandeweg ook door de Vlaamse Beweging opgeëiste substantiële rechten. Dat lokte 'taalstrijd' uit die in de jaren dertig van de twintigste eeuw "dubbele eentaligheid" werden. Dit betekende dat Vlaanderen het Nederlands als enige ambtelijke en schooltaal ging gebruiken en Wallonië het Frans.
Na de invoering van de "dubbele eentaligheid" begon ook de 'betere middenklasse' in de Vlaamse steden het Nederlands als cultuurtaal te gebruiken.
Dit Standaardnederlands bleef echter beïnvloed door de dialecten. Het zuidelijke Standaardnederlands was in die situatie een ouderwetser en schrijftaliger taal dan het Standaardnederlands, zogezegd een boekentaal.
Tegenwoordig beheersen de Vlamingen het Standaardnederlands zeker in geschrifte beter dan de Nederlanders.
Toch zijn dialecten in het dagelijks leven van de meeste Vlamingen belangrijker dan het Standaardnederlands, en dat maakt dat het Standaardnederlands in Vlaanderen ook sterker onder de invloed van de dialecten blijft dan in Nederland. Er is door die invloed in de laatste decennia sprake van een uiteendrijven van het Standaardnederlands in Vlaanderen ten opzichte van die taal in Nederland.
Er was dus een diglossie, een taakverdeling tussen dialect en Standaardnederlands.

### Taalvormen
Sommige taalwetenschappers maken een onderscheid tussen vijf vormen van het Nederlands in Vlaanderen waarbij er vloeiende grenzen tussen die taalvormen zijn:
- Dialect (A): Het "zuivere" dialect is in Vlaanderen niet beperkt tot het platteland en tot private situaties. De meeste Vlamingen beheersen een dialect ook al gebruiken ze het niet altijd.
- Dialectvariant (B): Een dialectvariant is een dialect waarvan de klanken bewust zijn aangepast aan de standaardtaal. Soms bevat het ook woorden uit de standaardtaal. Dialectsprekers die de standaardtaal niet voldoende beheersen (bijvoorbeeld oudere mensen met een lage schoolopleiding) gebruiken deze taalvorm wanneer ze met mensen willen spreken die het plaatselijke dialect niet verstaan.
- Regionale omgangstaal (C): De regionale omgangstaal is iets anders dan het regiolect in Nederland. De regionale omgangstaal is een mengeling van Standaardnederlands en dialect. Ze wordt gebruikt in de bovenregionale communicatie, ook in de stedelijke middenklasse, en ook door mensen met een hogere opleiding, maar slechts in familiaire situaties.
- "Belgisch Beschaafd (Nederlands)" (D): Dit is een taalvorm die zich erg dicht bij het Standaardnederlands bevindt. Deze taalvorm is in heel Vlaanderen gebruikelijk. Hij is niet alleen maar door de plaatselijke dialecten beïnvloed. Buiten Brabant zijn er ook Brabantse regionale invloeden. Dit betekent dat Brabant in zekere mate toonaangevend is in deze taalvorm. Andere kentekenen zijn ouderwetse uitdrukkingen (archaïsmen), sporen van Franse invloed (gallicismen) en purismen. Bovendien wordt deze taalvorm gekenmerkt door een fonetische uitspraak en hypercorrecte vormen (dus het foutieve vermijden van vermeende dialectvormen). Ook mensen die het "eigenlijke" Standaardnederlands beheersen gebruiken deze vorm in bepaalde situaties in plaats van het Standaarnederlands, om geen geaffecteerde indruk te maken.
- Standaardnederlands (E): Het Standaardnederlands is in Vlaanderen anders dan in Nederland, ondanks enkele Belgische bijzonderheden. Op radio en televisie is dit de gebruikelijke taalvorm.[6]

### Houding tegenover de dialecten
Enquêtes in de jaren zeventig van de twintigste eeuw hebben laten zien dat de meeste Vlamingen het dialect niet geschikt achten voor het gebruik in school en massamedia.
Ongeveer de helft van de bevraagden acht het dialect wel geschikt voor de communicatie tussen ouders en kinderen.

### Beheersing van de dialecten
Eind jaren zeventig werd er een enquête doorgevoerd aan alle Vlaamse universiteiten.
Daarbij bleek: niet met dialect opgegroeid waren
- 30% van de studenten uit Brabant
- 16% van de studenten uit Limburg
- 2% van de studenten uit West-Vlaanderen[6]

Bij een enquête in de provincie West-Vlaanderen in het jaar 1987 zeiden 98% van de bevraagden dat ze geregeld dialect spraken.
Soortgelijke enquêtes in Brabant (1985) en Limburg (1987) toonden aan dat er in deze streken grote verschillen waren bij de vragen hoe goed men het dialect beheerst, hoe vaak men het spreekt en hoe men het emotioneel waardeert.
Dit betekent dat de dialecten in West-Vlaanderen nog door een groot gedeelte van de bevolking worden gebruikt terwijl in de andere streken bepaalde delen van de bevolking de voorkeur geven aan de andere taalvormen.

## Politieke grenzen en taalgrenzen
Politieke en godsdienstige grenzen hebben invloed gehad op de verspreiding van taalkenmerken. De staatsgrenzen tussen Nederland en België hebben een onderscheid bewerkstelligd tussen de Brabantse dialecten in de Kempen, die vroeger een zekere eenheid vormden. Hetzelfde geldt voor de dialecten van Twente en de Graafschap Bentheim.

### Gete-linie, oude politieke grens
De Gete-linie, een isoglosse in het oosten van België, is tussen Halen (ten oosten van Diest) en Zoutleeuw (ten oosten van Tienen) tevens de oude grens tussen het hertogdom Brabant enerzijds en het graafschap Loon en het prinsbisdom Luik anderzijds.
Ten oosten van deze dialectgrens liggen de plaatsen Donk, Rummen, Graze en Binderveld, die vroeger bij Loon hoorden.
Ten westen van deze dialectgrens liggen de plaatsen Halen, Geetbets, Zoutleeuw en Melkwezer, die vroeger bij het hertogdom Brabant hoorden.

### Zeeuws-Vlaanderen
Zeeuws-Vlaanderen is een gebied in het zuiden van Zeeland, aan de benedenloop van de Schelde.
Dit gebied was tijdens de Tachtigjarige Oorlog felomstreden en is meerdere malen van bezitter veranderd.
Tijdens de oorlog werden de dijken verwaarloosd of om strategische redenen doorstoken zodat dit gebied rond 1590 grotendeels onder water was en gedeeltelijk ontvolkt.
Het westen van het gebied en het Land van Axel (in de gemeente Terneuzen) werden vanuit Zeeland herbevolkt, namelijk met calvinistische bevolking.
Het gebied rond Hulst (verder oostelijk) werd vanuit het Waasland herbevolkt, dus vanuit het katholieke Oost-Vlaanderen.
De hoger gelegen gebieden werden niet overstroomd en bleven katholiek.
Bovendien had de overstroming land weggespoeld en er waterarmen doen ontstaan.
De bevolkingsbewegingen, de godsdienstige tegenstellingen en de nieuw ontstane waterarmen leidden ertoe dat in Zeeuws-Vlaanderen dialectgrenzen vaker dan elders met de staatsgrens samenvallen.
De katholieke plaatsen in Zeeuws-Vlaanderen, bijvoorbeeld Eede, Heille, Sint Kruis en Biezenpolder, hadden veel contact met het eveneens katholiek Oost-Vlaanderen.
Door deze contacten zijn veel Franse begrippen in de plaatselijke dialecten gekomen.

### Brabantse expansie
Er bestaat in Vlaanderen sinds enkele decennia het verschijnsel dat Brabantse woorden zich uitbreiden over de andere Nederlandstalige provincies van België. Daarbij kunnen de Brabantse woorden ook Standaardnederlandse woorden verdringen. Dit wordt dan de Brabantse expansie genoemd.
Voorbeeld: Limburgers, die van huis uit kapelaan zeggen, kunnen in hun Standaardnederlands het Brabantse woord onderpastoor gebruiken ofschoon kapelaan in het Standaardnederlands wel gebruikelijk is.

### Duits-Nederlandse grens
De tegenwoordige staatsgrens tussen Duitsland en Nederland was vroeger geen dialectgrens.
Dialectgrenzen in het Oost-Nederlandse-Westnederduitse gebied verliepen maar zelden langs de staatsgrens.
In dit gebied bestond er het dialectcontinuüm dat de dialecten aan beide zijden van de staatsgrens bevatte. Dit dialectcontinuüm begint langs de Nederlands-Duitslands staatsgrens te eroderen.

#### Divergentie bij de grensdialecten
De Duitse taalwetenschapper Theodor Frings schreef al in 1926 dat de staatsgrens een dialectgrens aan het worden was.
De taalwetenschapper Hermann Niebaum stelt vast dat het oude dialectcontinuüm langs de Eems, tussen de Overijsselse Vecht en de Dollard, aan het oplossen is.
Dit heeft verschillende redenen:
- steeds minder mensen in deze streken spreken dialect
- de dialecten worden steeds meer door hun respectievelijke standaardtalen beïnvloed
- bij de grensoverschrijdende communicatie worden steeds minder vaak dialecten en steeds vaker standaardtalen gebruikt zodat de dialecten elkaar nauwelijks nog kunnen beïnvloeden.[12]

Ook verder zuidelijk, in het gebied tussen de Vecht en de Nederrijn, zijn er soortgelijke ontwikkelingen.

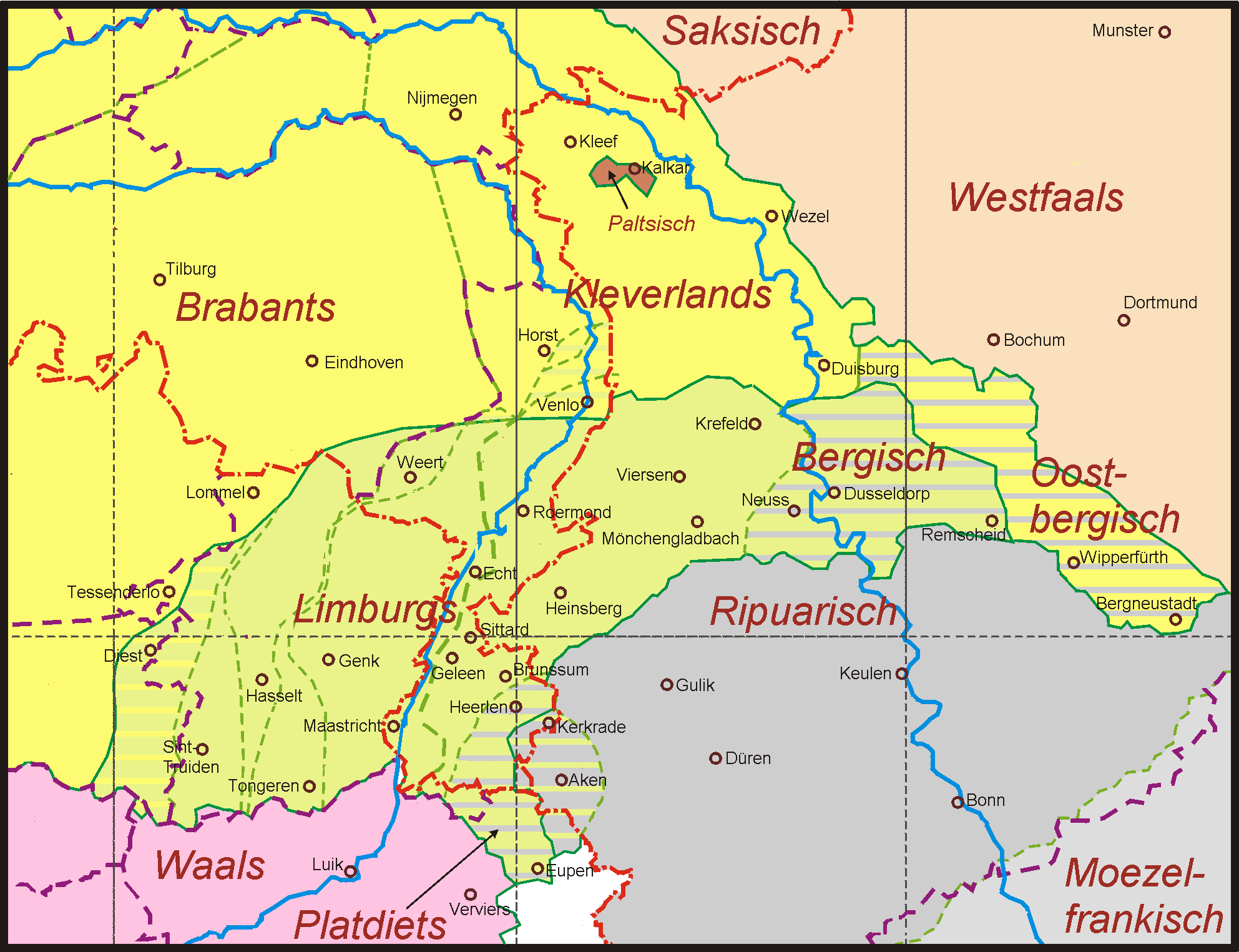
Het Maas-Rijnlandse (Kleverlands-Limburgs-Nederrijnse) dialectcontinuüm

In het bijzonder bij de woordenschat is er een duidelijke kloof ontstaan tussen de Oost-Nederlandse en de West-Nederduitse dialecten. Maar ook bij het communicatiegedrag zijn er duidelijke verschillen: aan de Nederlandse kant van de grens beheerst men de dialecten beter en gebruikt ze ook vaker dan aan de Duitse kant van de grens.

De situatie dat de staatsgrens een dialectgrens aan het worden is geldt ook voor andere Nederlands-Duitse grensstreken. Dialectnivellering is een wijdverbreid Europees verschijnsel. Dat beschrijvingen van grensdialecten vaak een retrospectief karakter hebben is onvermijdelijk. Dit geldt bijvoorbeeld voor het Frans-Vlaams (zie hieronder) al veel langer en in nog sterkere mate. Dialectologen leggen vaak noodgedwongen vast wat aan het verdwijnen is, dat is juist hun belang. En voor zover het dialect al verdwenen is, is het dan toch historisch van belang geworden.
Zie in dit verband het overzichtsartikel Maas-Rijnlands en de daarmee samenhangende artikelenserie Het Limburgs taallandschap.

### Belgisch-Nederlandse grens
Aan beide kanten van de staatsgrens tussen België en Nederland wordt dezelfde standaardtaal gebruikt.
De dialecten aan deze grens ondergaan dus ook de invloed van dezelfde standaardtaal.
Bij de dialecten ten noorden en ten zuiden van de staatsgrens zijn er enkele verschillen in alle deelgebieden van de taal: klankleer, morfologie, zinsbouw en woordenschat. De overeenkomsten zijn echter duidelijk groter dan de verschillen. Deze verschillen zijn het grootst bij woordenschat en gezegdes, bij morfologie en zinsbouw het kleinst. Binnen de woordenschat zijn de verschillen groter bij de moderne vreemde woorden (uit de laatste 100 tot 150 jaar). De dialecten ten zuiden van de staatsgrens hebben hier vaker Franse woorden. De dialectverschillen bij de staatsgrens zijn in de regio Vlaanderen en Brabant groter dan in de regio Limburg omdat de Belgisch-Nederlandse grens die Limburg deelt pas rond 1830 tot stand kwam (Belgische Revolutie), terwijl de grens die Vlaanderen en Brabant deelt al in 1648 (Vrede van Münster) werd vastgelegd. Er is geen dialectgrens die volledig op de staatsgrens loopt. Soms loopt een dialectgrens dicht bij de staatsgrens, soms loopt hij op kleine afstand van de staatsgrens.

### Frans-Vlaanderen
Frans-Vlaanderen is het noordelijke gedeelte van het Noorderdepartement.
Dit gebied hoort sinds 1678 (Vrede van Nijmegen) bij Frankrijk.
In dit gebied spreken sommige mensen, in het bijzonder oudere mensen op het platteland, een Nederlands dialect, het Frans-Vlaams.
De staatsgrens tussen Frankrijk en België werd hier tot een secundaire, dat wil zeggen tot een minder belangrijke dialectgrens.
De eenvormigheid van het taalsysteem aan beide kanten van de grens werd maar gedeeltelijk opgeheven,
maar het isolement van de Vlaams-sprekers in Noord-Frankrijk leidde ertoe dat er een nieuwe taalgemeenschap ontstond.
Daardoor concentreren zich dialectverschillen, in het bijzonder bij de woordenschat, steeds meer aan de staatsgrens.
Daarbij zijn er de volgende ontwikkelingen:
- Frans-Vlaanderen is afgesneden van de ontwikkelingen van het Nederlands in België en bewaart op die manier zijn ouderwetse taalkenmerken.
- Bij een paar taalkenmerken kan dialectnivellering binnen Frans-Vlaanderen worden vastgesteld.
- In Frans-Vlaanderen maar niet in België is er een steeds grotere Franse invloed op de dialecten.[15]

## Dialecten tegenover het Standaardnederlands
Veel dialecten groeien als gevolg van dialectnivellering steeds meer toe naar het Standaardnederlands (vroeger ABN genoemd: Algemeen Beschaafd Nederlands, later AN: Algemeen Nederlands). Wanneer men het Haarlems neemt als norm voor Standaardnederlands – iets dat natuurlijk altijd tot op zekere hoogte een kunstmatige afbakening blijft – dan blijkt uit onderzoek dat de West-Vlaamse en Groningse (en eventueel de Limburgse, zo men dit als vormen van Nederlands wil beschouwen) dialecten hier het meest van afwijken.
Het dialect dat gesproken wordt in Haarlem lijkt het meest op het Standaardnederlands en het dialect dat in Kerkrade wordt gesproken lijkt het minst op het Nederlands. Het Afrikaans, dat gesproken wordt in Zuid-Afrika en Namibië en wordt erkend als aparte (dochter)taal naast het Nederlands, staat dichter bij het Standaardnederlands dan menig Nederlands dialect.
Op de afbeelding hiernaast is het Nederlands ingedeeld op basis van de featurefrequentiemethode. Deze methode berekent de afstand van verschillende dialecten tot het Standaardnederlands. Dit heeft men gedaan door mensen te vragen om Nederlandse zinnen naar hun eigen dialect te vertalen. Deze zinnen zijn onderzocht op spelling, grammatica, uitspraak en andere onderdelen van taal. Vervolgens zijn deze onderdelen door een computerprogramma per dialect met het Standaardnederlands vergeleken.
| 01. Standaardnederlands 0 2. Haarlem 03. Bodegraven 04. Barendrecht 05. Heerhugowaard 06. Enkhuizen 07. Houten 08. Sprundel* 09. Kaprijke 10. Valkenswaard 11. Zoersel 12. Arnemuiden 13. Zetten 14. Kleef** 14. Oostakker** 15. Barneveld 16. Ingooigem 17. Westerhoven 18. Geffen 19. Damme 20. Harlingen 21. Markelo | 22. Weskus 23. Middelburg 24. Dokkum** 24. Geraardsbergen** 24. Windhoek** 25. Tubbergen 26. Bolsward 27. Genemuiden 28. Grouw 29. Holwerd* 30. Beilen 31. Schaffen 32. Oldeberkoop* 33. Bree 34. Muizen 35. Stadskanaal 36. Warffum 37. Duinkerke 38. Venray 39. Maastricht 40. Tienen 41. Kerkrade |

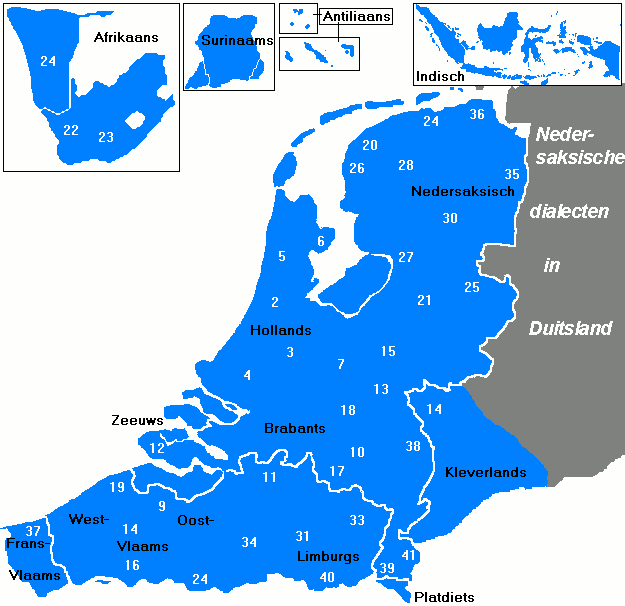
Taalafstand tussen de Nederfrankische dialecten en de standaardtaal

(*) Deze plaatsen staan niet met een nummer op de kaart; deze nummers ontbreken op de kaart.

(**) Deze dialecten delen samen één plaats. Dit betekent dat deze dialecten onderling even ver van het Standaardnederlands staan. Let op: deze dialecten zijn niet hetzelfde!
In het computerprogramma heeft men het Nederlands gesproken op de Nederlandse Antillen, in Suriname en Indonesië niet meegenomen. Van deze delen van het Nederlands is de ontwikkeling gestagneerd, zoals in Indonesië, of de gebruikers zijn te sterk afhankelijk van het Nederlands uit Europa, zoals in Suriname en de Antillen.

### Positie van het Limburgs
Wie de exacte positie van het Limburgs ten opzichte van het Nederlands wil bepalen, dient eerst aan te geven wat er onder "het" Nederlands wordt verstaan. In groter verband is het Nederlands een van de vier talen die tezamen het continentaal West-Germaans worden genoemd, met Duits, het Engels en het Fries. Binnen het Nederlands zijn ook weer onderverdelingen mogelijk, waardoor het woord ten minste twee betekenissen krijgt.
- Enerzijds bedoelt men met het Nederlands veelal: het Standaardnederlands, dat wil zeggen de standaardtaal zoals die vanaf de zestiende eeuw in het Nederlandse taalgebied ontstond. Deze standaardtaal is grotendeels een construct: een samenstel van elementen uit dialecten, waarbij de dialecten met het grootste prestige de grootste inbreng kregen toebedeeld. De Limburgse dialecten staan naar verhouding relatief ver van deze Nederlandse standaardtaal af. Dit komt doordat zij ten tijde van de conceptie van het Standaardnederlands te weinig prestige genoten, en zo een zeer beperkte invloed op de vorming ervan hebben gehad.
- Anderzijds wordt met het Nederlands bedoeld: dat samenstel van dialecten die samen de variatiebreedte van de Nederlandse taal vormen, waarbij sprake is van 28 hoofddialecten. Tussen deze dialecten bestaan doorgaans geen abrupte, plotselinge afgrenzingen: de overgangen vormen veeleer in alle gevallen een dialectcontinuüm, en geleidelijke overgangen zijn ook binnen de 28 hoofddialecten gemakkelijk aan te geven. Soms hebben die overgangen een eigen dialectidentiteit. Tegelijkertijd behelst deze definitie ("Nederlands, dat zijn de Nederlandse dialecten") een kringredenering, die het geenszins gemakkelijk maakt te benoemen waar het Nederlands ophoudt en een aangrenzende verwante taal, met name het (Plat-)Duits, begint.[noten 1]

De Limburgse dialecten maken anderzijds ook onderdeel uit van de zogenaamde Rijnlandse waaier, die de varianten aangeeft welke zich onder Keuls-Rijnlandse dominantie westwaarts hebben verbreid. Ook vanuit het Duitse taalgebied gezien maken deze dialecten deel uit van een Duits dialectcontinuüm.

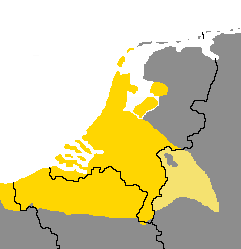
Nederfrankisch taalgebied (exclusief Zuidoost-Limburgs)

Het is dan ook uit taalkundig oogpunt niet goed te bepalen of de Limburgse dialecten tot het Duitse, het Nederlandse of tot een eigen taalgebied behoren. Alleen van de Zuidoostelijk-Limburgse dialecten kan gezegd worden dat zij dichter bij het Duits liggen en ook moderne Hoogduitse vormen hebben opgenomen. Historische reconstructie heeft weinig zin, aangezien er vóór de zeventiende eeuw geen sprake was van een Nederlandse standaardtaal. Wel worden de Middelnederlandse dialecten doorgaans ingedeeld als Vlaams, Brabants, Hollands, Limburgs en oostelijk Nederlands, maar aangezien "het" Middelnederlands een projectie terug in de tijd is van het begrip "Nederlands", zegt ook die indeling niet heel veel over de huidige Limburgse dialecten.
Scherpe grenzen tussen de Limburgse en de Brabantse dialecten en tussen de Limburgse en Kleverlandse dialecten in Nederland en in Duitsland zijn dus niet aan te wijzen. Er is veeleer sprake van overgangsdialecten. De Limburgse dialecten worden door het Nederlands als daktaal overkoepeld of zelfs als varianten van het Nederlands beschouwd. De doorgaans als Oost-Limburgs beschouwde dialecten in Duitsland staan in taalkundig opzicht op een kleinere afstand tot de Nederlandse dan tot de Duitse standaardtaal, ze behoren immers ook tot het Nederfrankisch.